# La Sirena (Höhle)

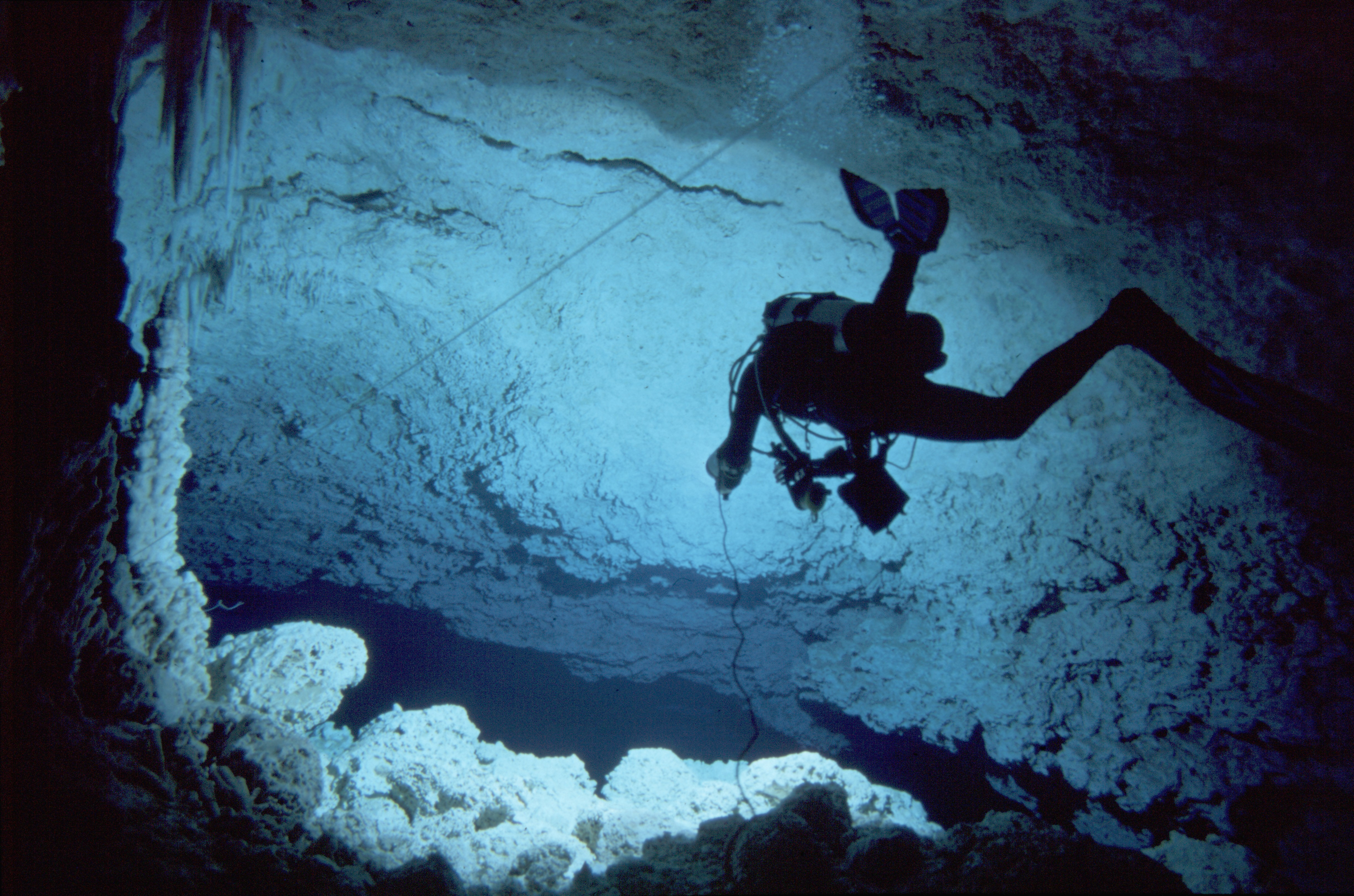
Im großräumigen "Tiefen Gang" der La-Sirena-Höhle. An dessen nördlichem Ende befindet sich in einem engen Spalt die mit 40,0 Metern tiefste Stelle der Höhle.

La Sirena in der Nähe von Santo Domingo ist offiziell die mit 954 m längste und tiefste (49,5 m) bekannte Unterwasserhöhle der gesamten Insel Hispaniola. Sie wurde im November 2003 von Wulf Schubert (SAT), Claus Jungkunz und Andreas Dittrich (VHM/SAT) in ca. 50 Stunden vermessen und fotografisch dokumentiert.

## Raumbeschreibung
Nach dem ca. 5,5 bis 8,5 Meter großen Eingangsschacht führt eine Wendeltreppe zu einem Sockel, der von einem See umgeben ist. Der U-förmige Höhlensee ist der Eingang in das Unterwasser-Höhlensystem der La-Sirena-Höhle.
Der Tauchbereich teilt sich gleich zu Beginn in den westlich gelegenen „Poolgang“ („Poolgang“ deswegen, weil dieser Gang zu einem weiteren, deutlich kleineren, Höhlensee mit Oberflächenzugang führt) und den östlichen „Touristengang“, wo regelmäßig geführte Tauchgänge von Tauchschulen erfolgen. Vom „Touristengang“ zweigt wiederum der „Tiefe Gang“ in ca. 40 Meter Tiefe ab. Der „Touristengang“ selbst bleibt stets großräumig mit bis zu 5 Metern Wassertiefe und bietet über einen geräumiger Spalt an der Nordseite einen weiteren großräumigen Zugang zum „Tiefen Gang“. Während der „Touristengang“ komplett im Süßwasserbereich liegt, befindet sich der „Tiefe Gang“  vollständig in der Salzwasserzone. Der Unterwasserweg führt immer wieder zu lufterfüllten Kammern, deren letzte das eine Ende der La-Sirena-Höhle markiert und in einer Versturzhalde mit zahlreichen Tropfsteinen endet.

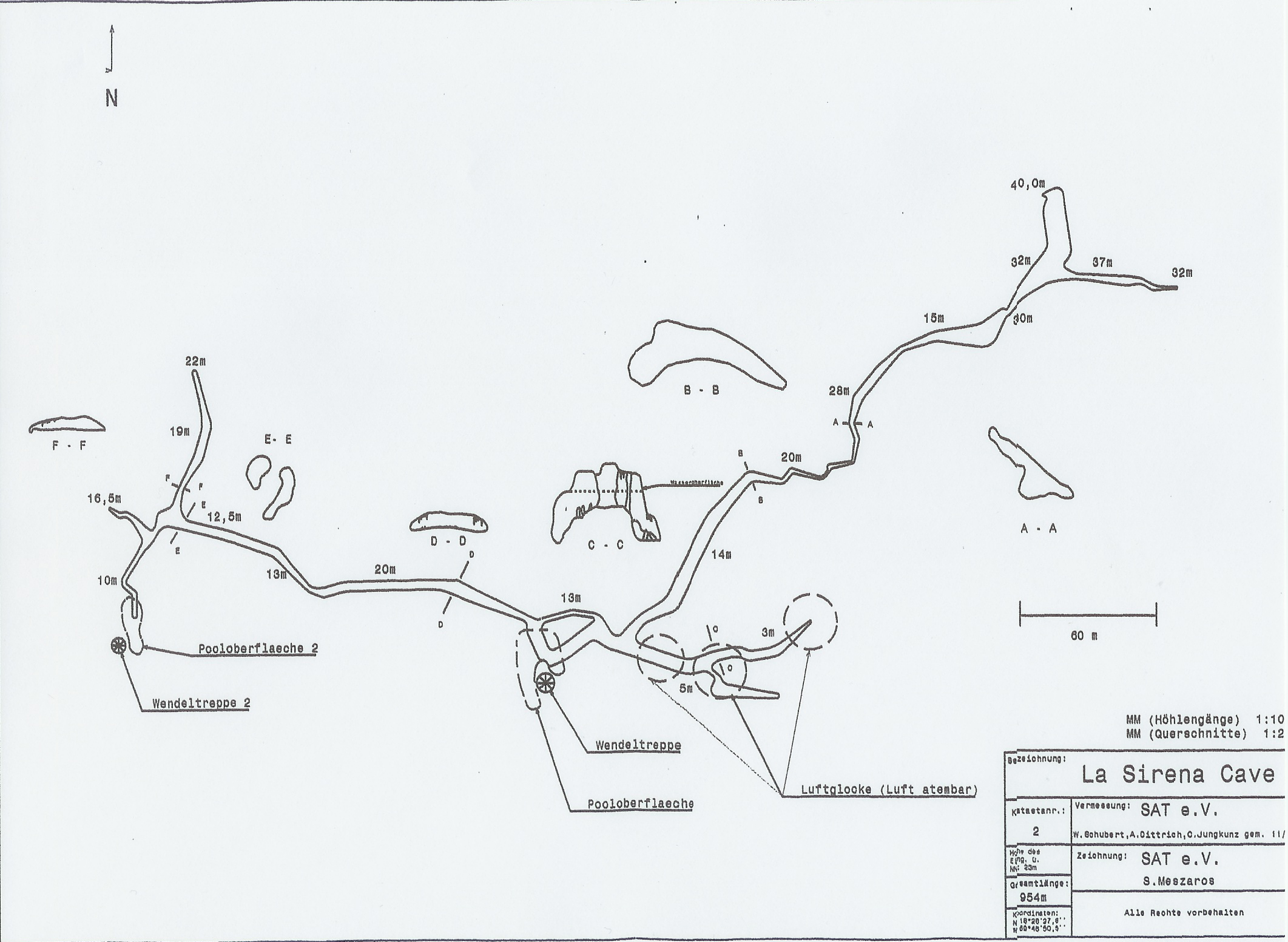
Höhlenplan der La-Sirena-Höhle.

Wendet man sich vom Eingangssee dem „Poolgang“ zu, so führt dieser Tauchweg durch einen von großen Verbruchstücken begrenzten Spalt, durch den man wieder zu „Touristengang“ gelangen, aber auch dem „Poolgang“ weiter folgen kann. Dieser führt zu einem Schichtfugengang der zum Teil einen 45 Grad Winkel erreicht. Aufgrund starker Halokline kann zu Sichtproblemen kommen. Der weitere Gangverlauf führt zu sedimentreichen, kleinen Kammern und einem engen Spaltensystem, dass in einem kleinen Höhlensee („Pool“) zum Auftauchen endet.